# ISO 3166-2:UA
ISO 3166-2:UA is een ISO-standaard met betrekking tot de zogenaamde geocodes. Het is een subset van de ISO 3166-2 tabel, die specifiek betrekking heeft op Oekraïne.
De gegevens werden tot op 26 november 2018 geüpdatet op het ISO Online Browsing Platform (OBP). Hier worden 2 steden - city (en) / ville (fr) / misto (uk) – , 24 oblasten - region (en) / région (fr) / oblast' (uk) – en 1 republiek - republic (en) / république (fr) / respublika (uk) - gedefinieerd.
Volgens de eerste set, ISO 3166-1, staat UA voor Oekraïne, het tweede gedeelte is een tweecijferig nummer (met voorloopnullen).

## Codes
| Code  | Naam                      | Categorie |
| ----- | ------------------------- | --------- |
| UA-43 | Avtonomna Respublika Krym | republiek |
| UA-71 | Cherkaska oblast          | oblast    |
| UA-74 | Chernihivska oblast       | oblast    |
| UA-77 | Chernivetska oblast       | oblast    |
| UA-12 | Dnipropetrovska oblast    | oblast    |
| UA-14 | Donetska oblast           | oblast    |
| UA-26 | Ivano-Frankivska oblast   | oblast    |
| UA-63 | Kharkivska oblast         | oblast    |
| UA-65 | Khersonska oblast         | oblast    |
| UA-68 | Khmelnytska oblast        | oblast    |
| UA-35 | Kirovohradska oblast      | oblast    |
| UA-30 | Kyiv                      | stad      |
| UA-32 | Kyivska oblast            | oblast    |
| UA-09 | Luhanska oblast           | oblast    |
| UA-46 | Lvivska oblast            | oblast    |
| UA-48 | Mykolaivska oblast        | oblast    |
| UA-51 | Odeska oblast             | oblast    |
| UA-53 | Poltavska oblast          | oblast    |
| UA-56 | Rivnenska oblast          | oblast    |
| UA-40 | Sevastopol                | stad      |
| UA-59 | Sumska oblast             | oblast    |
| UA-61 | Ternopilska oblast        | oblast    |
| UA-05 | Vinnytska oblast          | oblast    |
| UA-07 | Volynska oblast           | oblast    |
| UA-21 | Zakarpatska oblast        | oblast    |
| UA-23 | Zaporizka oblast          | oblast    |
| UA-18 | Zhytomyrska oblast        | oblast    |